# Campaea reisseri
Campaea reisseri är en fjärilsart som beskrevs av Bytinsky-salz 1937. Campaea reisseri ingår i släktet Campaea och familjen mätare. Inga underarter finns listade i Catalogue of Life.